# 阿蓋爾 (密蘇里州)
阿蓋爾（英語：Argyle）是位於美國密蘇里州瑪麗縣及歐塞奇縣的村。

## 人口
根據2020年美國人口普查的數據，阿蓋爾的面積為1.04平方千米，皆為陸地。當地共有人口144人，而人口密度為每平方千米138人。